# Ordre de Saint-André (fédération de Russie)
Pour les articles homonymes, voir Ordre de Saint-André (homonymie).
L’ordre de Saint-André (en russe : Орден Святого апостола Андрея Первозванного) est une distinction honorifique de la fédération de Russie. Ordre de mérite à une seule classe, il est décerné depuis le 1er juillet 1998.

## Historique
Le 1er juillet 1998, à l'occasion du tricentenaire de la création de l'ordre de Saint-André, premier des apôtres par Pierre le Grand, l'ordre est rétabli par le président Boris Eltsine comme première distinction de la fédération de Russie. Les statuts et les insignes sont adaptés pour coïncider avec la nouvelle situation. L'aigle bicéphale n'est plus émaillée de noir, mais en or comme sur les nouvelles armoiries adoptées par la Fédération.
Il est depuis sa création en 1998, le premier ordre de la fédération de Russie, à la place de l'ordre du Mérite pour la Patrie. Il peut être décerné à titre militaire.

## Insignes
Les nouveaux insignes de l'ordre comprennent :
- une croix de saint André, émaillée en bleu, posée sur une aigle bicéphale d'or (armes de la fédération de Russie), surmontée d'une couronne impériale formant bélière, avec :
  - sur l'avers : l'image du martyre de saint André en émail polychrome,
  - sur le revers : l'ancienne devise de l'ordre en caractère cyrillique : Pour la foi et la fidélité (За веру и верность) ;
- une plaque, formée d'une étoile d'argent au centre émaillé à huit rayons cannelés ; chargée d'un médaillon d'or portant une décoration miniature de l'ordre (mais sans la représentation du saint brochant sur le tout). Le médaillon est entouré d'un cercle d'émail bleu bordé par un filet d'argent qui porte en cyrillique la devise Pour la foi et la fidélité (За веру и верность) avec en dessous une branche de laurier et une de chêne d'émail vert entrecroisées ;
- un cordon de couleur bleu foncé ;
- un collier à 17 maillons, en bas duquel la croix de l'ordre est attaché.

## Récipiendaires célèbres
Depuis que l'ordre a été relevé en 1998, on ne compte en 2019 que vingt récipiendaires à « titre civil », dont : 
1. Dmitri Likhatchov (1998) slaviste, membre de l'Académie des sciences d'URSS ;
2. Mikhaïl Kalachnikov (1998) ;
3. Noursoultan Nazarbaïev (1998) ;
4. Alexandre Soljenitsyne (1998, refusa la décoration) ;
5. Patriarche Alexis II de Moscou (1999) ;
6. Heydar Aliyev (2003), président de l'Azerbaïdjan ;
7. Irina Arkhipova (2005), cantatrice ;
8. Daniil Granine (2008) ;
9. Sergueï Mikhalkov (2008) ;
10. Mikhaïl Gorbatchev (2 mars 2011) ;
11. Xi Jinping (3 juillet 2017), président de la république populaire de Chine ;
12. Narendra Modi (2019), Premier ministre de l'Inde[1].
13. Alexandre Loukachenko (9 octobre 2024), président de la Biélorussie[2]W

Un seul récipiendaire a été décoré de l'ordre avec épées :
- Sergueï Choïgou (2014), décret d'attribution secret.